# Veneranda u Hvaru
Veneranda, bivši hospicij i tvrđava u Hvaru, zaštićeno kulturno dobro

## Opis dobra
Pravoslavni hospicij sagrađen je za grčke mornare u 16. stoljeću. Sastojao se od crkve sa zvonikom na istočnom rubu sklopa i kuća uz sjeverni rub sklopa. Napoleonska uprava ruši zvonik, gradi topovske položaje prema jugu, a sklop utvrđuje zidom s puškarnicama. Unutar sklopa je 1952. godine uređena ljetna pozornica kada su brojne spolije izvornog samostana ugrađene u suvremeni postroj.

## Zaštita
Pod oznakom Z-6013 zavedena je kao nepokretno kulturno dobro - pojedinačno, pravna statusa zaštićena kulturnog dobra, klasificirano kao "sakralno-profana graditeljska baština".